# أغوستين روموالدو ألفاريز رودريغيز
أغوستين روموالدو ألفاريز رودريغيز (بالإسبانية: Agustín Romualdo Álvarez Rodríguez)‏ هو كاهن كاثوليكي إسباني، ولد في 11 فبراير 1923، وتوفي في 11 أغسطس 2011.